# بول ديشان
بول ديشان (بالفرنسية: Paul Deschamps)‏ (و. 1888 – 1974 م) هو أمين مكتبة، من فرنسا، ولد في باريس، توفي في باريس، عن عمر يناهز 86 عاماً.

## التعليم
تعلم في المدرسة الوطنية للمواثيق.

## جوائز
حصل على جوائز منها:
- وسام جوقة الشرف.[4]